# Astymachus
Astymachus is een geslacht van vliesvleugeligen uit de familie Encyrtidae. De wetenschappelijke naam van dit geslacht is voor het eerst geldig gepubliceerd in 1898 door Howard.

## Soorten
Het geslacht Astymachus omvat de volgende soorten:
- Astymachus exilis Prinsloo, 1989
- Astymachus felix Singh & Hayat, 2005
- Astymachus japonicus Howard, 1898
- Astymachus phainae Sugonjaev, 1996
- Astymachus phragmitis Trjapitzin, 1962